# Zemele
Zemele (ou Jemele) est une localité du Cameroun située dans le département du Mayo-Sava et la Région de l'Extrême-Nord, à proximité de la frontière avec le Nigeria. Elle fait partie de l'arrondissement de Tokombéré et du canton de Mada. 

## Population
En 1966-1967 la localité comptait 1 040 habitants, principalement des Mada. À cette date elle était inaccessible en voiture.
Lors du recensement de 2005, 1 347 personnes y ont été dénombrées.